# Veltins-Arena
El Veltins-Arena, antes llamado Arena AufSchalke, es un estadio de fútbol ubicado en la ciudad de Gelsenkirchen, en el estado federal de Renania del Norte-Westfalia al noroeste de Alemania. Posee una capacidad para 62.000 personas y en él disputa sus partidos como local el FC Schalke 04 de la Bundesliga 2. Fue sede de la Copa Mundial de Fútbol de 2006 y de la Eurocopa 2024; y está catalogado por la UEFA como estadio de élite.
Es uno de los estadios nuevos más innovadores, debido a su techo retráctil y su enorme marcador móvil, entre otras características. El campo movible permite eliminar el problema del mantenimiento de áreas verdes en recintos cerrados y además permite que el estadio pueda albergar eventos no deportivos, como conciertos, sin daño a la cancha de fútbol.
El concepto de este tipo de cancha ya ha sido exitoso en el Gelredome de Arnhem (Países Bajos), construido en 1998. Otro ejemplo es el del Sapporo Dome, usado en la Copa Mundial de Fútbol de 2002.

## Historia
El estadio fue inaugurado el 13 de agosto de 2001 con el nombre de Arena AufSchalke, reemplazando al antiguo Parkstadion. El 1 de julio de 2005, el estadio cambió su nombre a Veltins-Arena debido a un contrato de derechos de nombre con la cervecería alemana "Veltins".
Durante el desarrollo de la Copa Mundial de la FIFA 2006 pasó a llamarse Estadio de la Copa Mundial de la FIFA de Gelsenkirchen (alemán: FIFA WM-Stadion Gelsenkirchen), ya que la FIFA no permite ningún tipo de publicidad en el nombre de los estadios.
Fue sede de la final de la Liga de Campeones de la UEFA en 2004, y de algunos partidos de la Copa Mundial de Fútbol de 2006, incluido uno de cuartos de final y ha servido de sede momentánea del Rhein Fire de la NFL Europa mientras el Rheinstadion de Düsseldorf se encontraba en renovación.
El partido inaugural de la Campeonato Mundial de Hockey sobre Hielo Masculino de 2010 entre Alemania y los Estados Unidos se disputó allí ante 77 803 espectadores, la tercera mayor convocatoria en la historia del hockey sobre hielo. Los anfitriones lograron la victoria 2-1 en tiempo adicional.

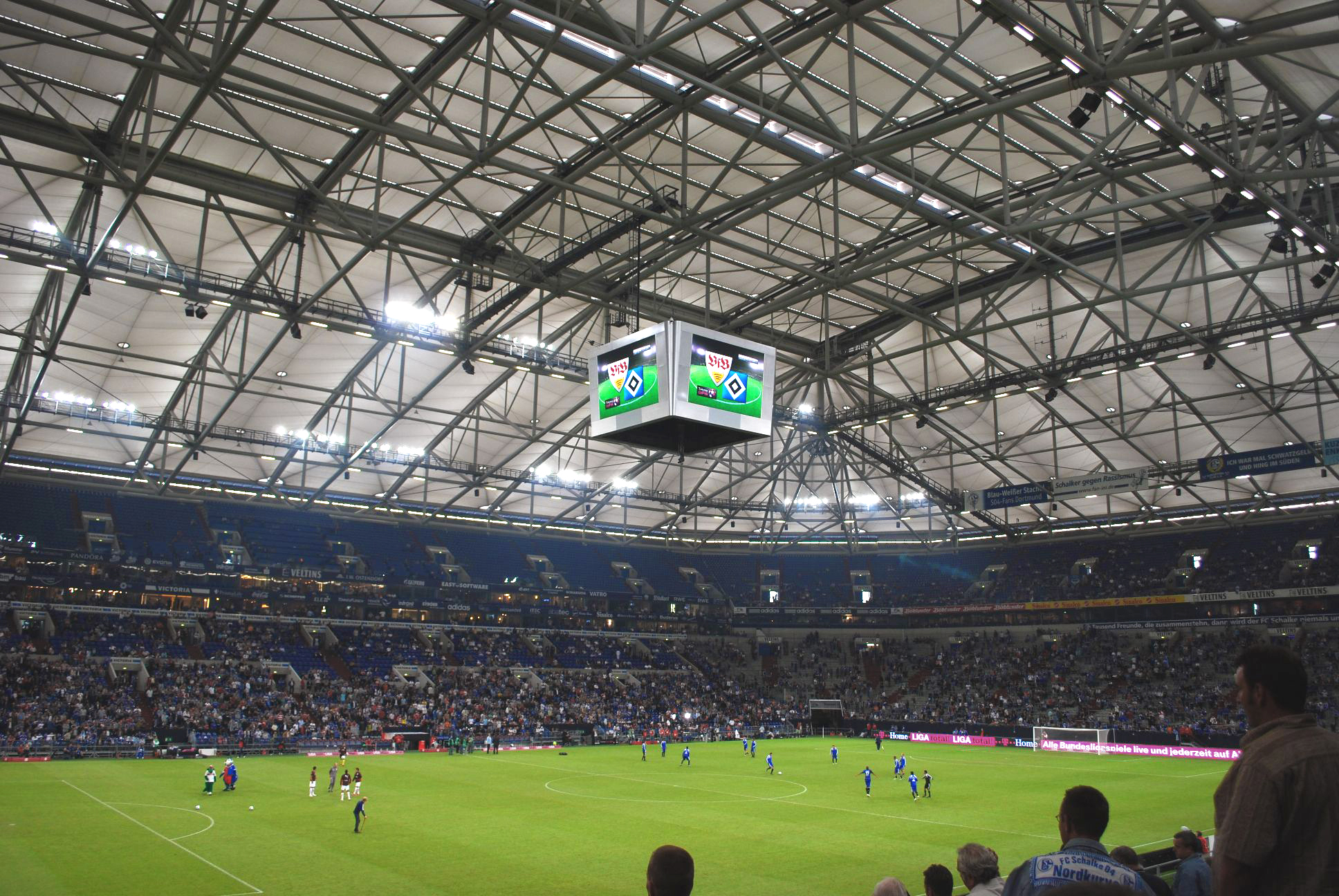
Interior del estadio.
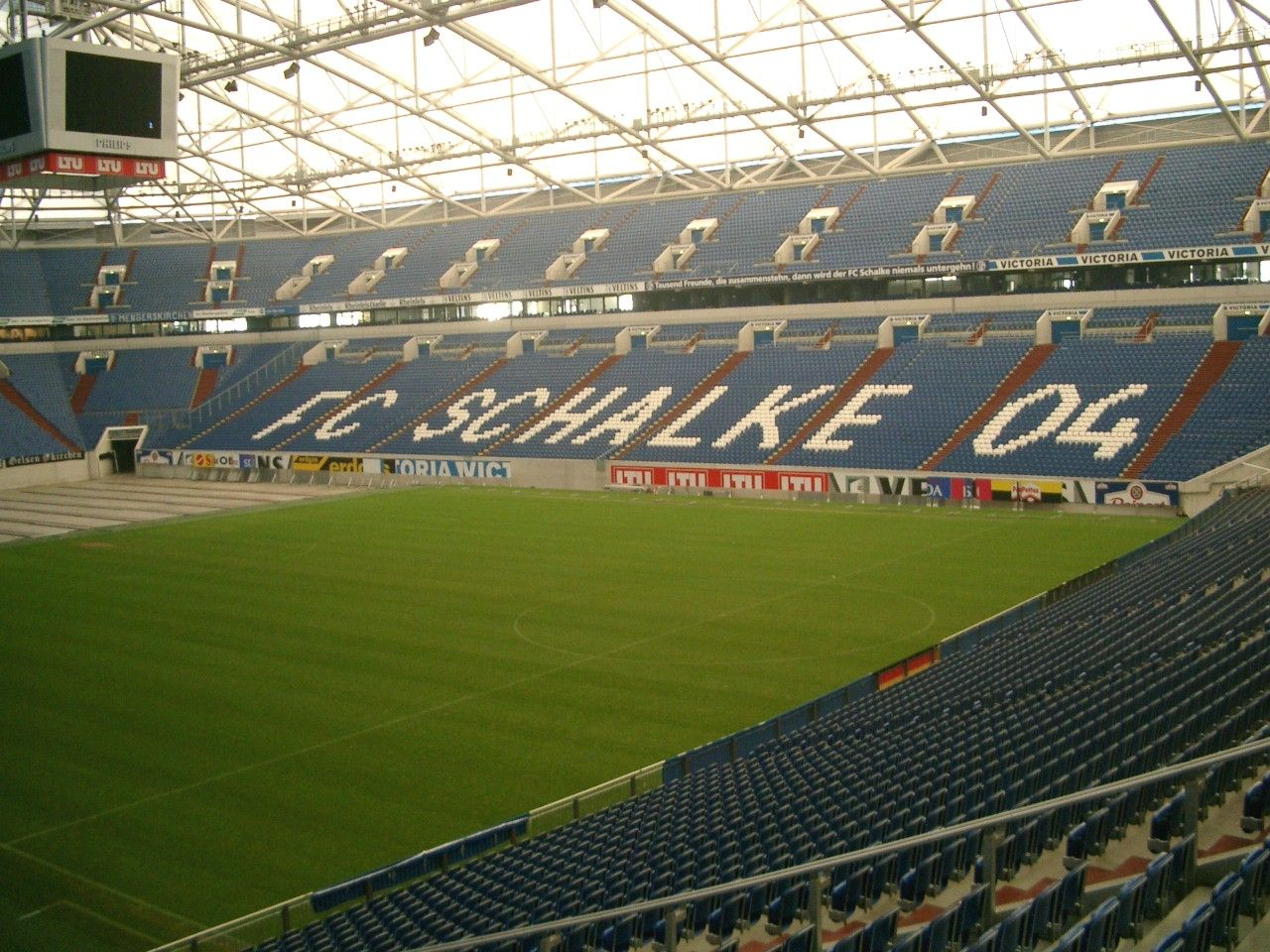
Interior del estadio.
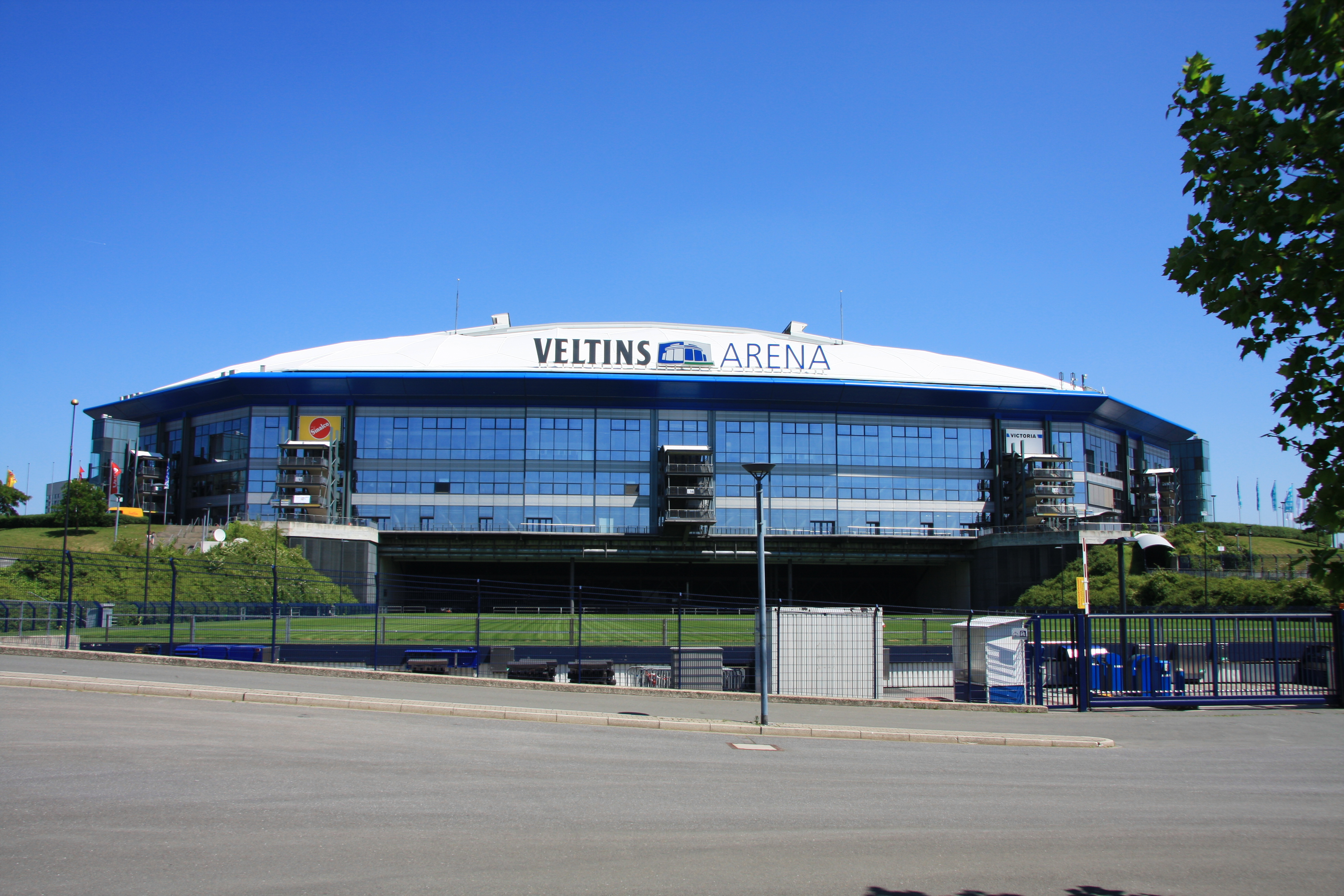
Exterior del estadio.

## Eventos

### Copa Mundial de Fútbol de 2006
El estadio albergó cinco partidos de la Copa Mundial de Fútbol de 2006.
| Fecha               | Selección #1   | Resultado      | Selección #2        | Ronda                 | Espectadores |
| ------------------- | -------------- | -------------- | ------------------- | --------------------- | ------------ |
| 9 de junio de 2006  | Polonia        | 0–2            | Ecuador             | Primera fase, Grupo A | 52 000       |
| 12 de junio de 2006 | Estados Unidos | 0–3            | República Checa     | Primera fase, Grupo E | 52 000       |
| 16 de junio de 2006 | Argentina      | 6–0            | Serbia y Montenegro | Primera fase, Grupo C | 52 000       |
| 21 de junio de 2006 | Portugal       | 2–1            | México              | Primera fase, Grupo D | 52 000       |
| 1 de julio de 2006  | Inglaterra     | 0–0 (1–3 pen.) | Portugal            | Cuartos de final      | 52 000       |

### Eurocopa 2024
El estadio albergó cuatro partidos de la Eurocopa 2024, tres de fase de grupos y un partido de octavos de final.
| Fecha               | Selección #1 | Resultado | Selección #2 | Ronda                 | Espectadores |
| ------------------- | ------------ | --------- | ------------ | --------------------- | ------------ |
| 16 de junio de 2024 | Serbia       | 0–1       | Inglaterra   | Primera fase, Grupo C | 48 953       |
| 20 de junio de 2024 | España       | 1–0       | Italia       | Primera fase, Grupo B | 49 528       |
| 26 de junio de 2024 | Georgia      | 2–0       | Portugal     | Primera fase, Grupo F | 49 616       |
| 30 de junio de 2024 | Inglaterra   | 2–1       | Eslovaquia   | Octavos de final      | 47 244       |